# Горња Слатина (Шамац)
Горња Слатина је насељено мјесто у општини Шамац, Република Српска, БиХ. Према попису становништва из 1991. у насељу је живио 1.361 становник.

## Историја
Слатина се помиње први пут 1548. године у турским пописним тефтерима. То је попис посавских насеља евидентираних те године у селу Хасићу код Босанског Шамца. Сем Слатине у документима се спомињу и села: Црквина, Вучковац, Сибовац, Трамошница, Жабар, Домаљевац, Леденице, Копривна, Хасићи, Бок, Обудовац, Толиса (посавска), Скугрић, Толиса (требавска), Бабешница и Рајска. Ту се затим спомињу и нека села која данас не постоје као: Орахова Рика, Милутиново Селиште, Петосалићи, Познојевићи, Јакшићи, Рупановићи, Којасићи, Сапна, Долска, Михаљевац, Мораница и Дишница.
Сва ова насеља припадала су нахији Ненавишту, која се простирала на подручју између ријеке Босне, Саве и Тиње и чије је средиште био Градачац. У средњем вијеку тај се предио звао Ненавиште, само што су му границе прелазиле и на лијеву страну ријеке Босне.

### Назив
Село је добило име од ријечи слатина која по етимологији означава „земљиште где извире или пишти слана и накисела вода“. Вук каже да су многа села по томе добила име слатина. Пошто и слатинска земља мјестимично садржи соли, а постоје и минерални извори, мјесто је свакако по томе добило назив. Предио је богат вегетацијом, као уосталом и цијела Посавина. На сјеверном дијелу протеже се ужи појас листопадних шума у правцу И-3, гдје се од дрвећа највише истичу храст и граб, а рјеђе бријест, јасен, ива, лијеска, жестика, клен, багрем, врба, топола, глог и трн.

### Слатина данас
Након Другог свјетског рата насеље се из основа измијенило и изградило. Године 1947. подигнут је културно-задружни дом, 1964. извршена електрификација села, затим осмогодишња школа и станови за просвјетне раднике, изграђено и отворено шест продавница, једна самопослуга, пошта и неколико угоститељских објеката, асфалтирани су главни путеви у насељу и уведена редовна аутобуска линија Шамац — Слатина.

## Природа
Према народном предању цијели предио сјеверно од ријеке Толисе био је некада под шумом. На то упућују и називи
појединих локалитета: Буква, Гај, Кладник, Крушик, Крчевина, Луг, Лужани, Пањик, Трњак, Честа. Како се
становништво повећавало, смањивао се шумски комплекс, јер су људи постепено крчили шуме и на тим крчевинама
подизали куће, па су касније формирана насеља Пањик, Грбача и Пушкари. Великих храстових шума било је у Слатини све до тридесетих година овог вијека. Касније се није водило рачуна о њеној заштити, него је немилосрдно уништавана и продавана и за пар година од ове велике и бујне шуме постала је обична шикара.

## Пољопривреда
Њиве десно од ријеке Толисе су: Тркшиште, Селиште, Табориште, Црквино Поље, Чардачине, Пјевуше, Вреоци,
Бурум, а лијево: Студенац, Долача, Пољце, Ђокиновац, Кокоровац, Колибиште, Бегов Травњак, Гајиновац, Јеремићка, Егиновац, Закопе, Кладик, Божануша, Травњачина, Бурумац, Беглучиа, Бурак, Буква, Гибавица и Бочић. Сеоски атар је посљедњих година знатно смањен услијед ширења пољопривредног комбината из Шамца. До данас су ушли у састав тог Комбината: Кокоровац, Колибиште, Гајиновац, Егиновац, Јеремићка, Закопе, Кладик, Божануша, Травњачина, Бурумац и Бочић тако да ови локалитети више не постоје. Готово све њиве индивидуалног сектора су ограђене и прорасле ниским и високим растињем што умањује обрадиве површине и отежава обраду.
Слатина је посматрајући у цјелини разбијеног типа, иако има извјесних разлика у томе. Диобом задруга настале су веће сродничке групе кућа које су се временом састале и чине прелаз разријеђеном, а понегдје и збијеном типу насеља, као што су засеоци Пањик, Вреоци, Грбача и Краљичани. Куће су већином поред пута, али има их и увучених подаље од главних саобраћајница и средишњег насеља. Око куће су простране окућнице са вртовима и воћњацима. Дворишта су ограђена тарабом а у новије вријеме и бетонском оградом.
Насеље се служи бунарском водом. Свако домаћинство има бунар у дворишту чија дубина износи 5–8 м и захвата се ђермом. Вода је љети хлада, а зими нешто топлија. Бунари ријетко кад пресуше. У новије вријеме имућнији домаћини уводе у кућу воду помоћу хидрофора.

### Стари изрази
Од помоћних зграда називи су штала, кош и магаза.
Типови неких зграда већ су ишчезли или су на путу ишчезавања:
"уџера“, која служи за оставу дјевојачког руха,
"хамбар“ (житница),
"башкалук“ (стан за одвојено живљење),
"пушница“ (за сушење шљива),
"ћилер“ (једнодјелна мала брвнара за оставу хране),
"кошара“ и „навјес“ (примитивне стаје за стоку).

## Клима
У Посавини влада степско-континентална клима, која се одликује сувим и топлим љетима и доста хладним зимама. Снијег може да напада и до пола метра, али се не задржи дуго. Раније су зиме биле хладније него данас. Пред кишу и уопште пред падање, дува сјеверни вјетар звани „Савац“ од ријеке Саве. Када долази вјетар са истока, доноси чисто и лијепо вријеме, док западни и јужни доносе влагу и кишу. Вјетрови, иначе, нису јаки. Риједак је случај да имају циклонски карактер. Када пада град или крупа каже се „било је време“, „била је туча“, „падао је лед“ или „падала је сочица“.

## Образовање
У насељу се налази Основна школа „Горња Слатина“.

## Спорт
Насеље је сједиште фудбалског клуба Будућност.

## Становништво
До 1990. у саставу насеља је било и насељено мјесто Гајеви.
| Демографија | Демографија | Демографија |
| Година      | Становника  | Становника  |
| ----------- | ----------- | ----------- |
| 1948.       | 1.891       |             |
| 1953.       | 2.012       |             |
| 1961.       | 2.051       |             |
| 1971.       | 2.110       |             |
| 1981.       | 2.055       |             |
| 1991.       | 1.361       |             |
| 2013.       | 905         |             |